# Giuseppe Sordini (archeologo)
Giuseppe Sordini (Spoleto, 6 settembre 1853 – Spoleto, 8 giugno 1914) è stato un archeologo, critico d'arte e funzionario italiano.

## Biografia
Giuseppe Sordini, figlio di Oreste Sordini, frequenta il liceo classico Pontano-Sansi e si laurea in giurisprudenza frequentando le università di Perugia e di Roma. Inizialmente assume il ruolo di precettore presso la famiglia Marignoli a Roma; contemporaneamente, appassionato di archeologia, studia la materia da autodidatta e approfondisce anche la storia dell'arte e dell'architettura.
Il livello di competenza raggiunto gli consente di vincere un concorso pubblico al Ministero Pubblica Istruzione, Divisione Antichità e Belle Arti che lo invia a Palermo nel 1888, come Ispettore ai monumenti e agli scavi; nel 1890 ottiene il trasferimento a Firenze. Solo nel 1896 ritorna definitivamente a Spoleto dove svolge la maggior parte della sua attività di ricerca, di tutela e di valorizzazione delle numerose testimonianze archeologiche e artistiche della città, esercitando una tenace salvaguardia su tutti i monumenti. Nello stesso anno viene eletto consigliere comunale, membro della Commissione per l'ornato pubblico, ma per dissensi in merito all'illuminazione del teatro Nuovo, e in merito alla demolizione di un arco medievale in via Cecili, si dimette da entrambe le cariche e anche dai vari enti e associazioni di cui fa parte, mostrando di non poter scendere a compromessi con la sua coscienza civica e politica.
Il suo impegno si estende anche al recupero, all'identificazione ed al restauro di dipinti di artisti quali Lo Spagna, Federico Barocci, Archita Ricci.
Non meno importanti sono le sue ricerche epigrafiche, su tutto il territorio umbro; le iscrizioni, riprodotte in calchi di carta bagnata, sono da lui divulgate grazie alla collaborazione con il CIL, Corpus Inscriptionum Latinarum, XI volume di Eugen Bormann.

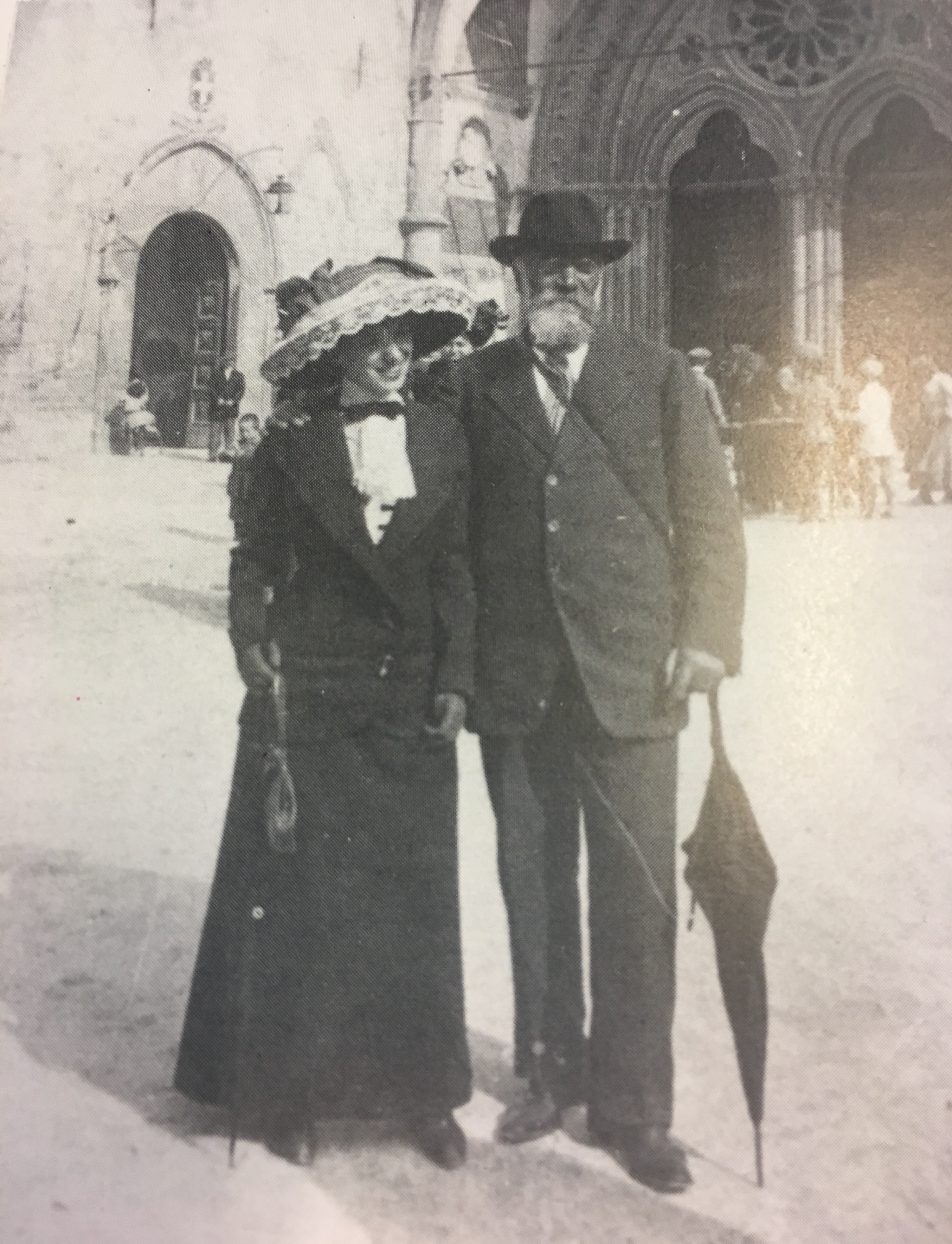
Con la figlia Bianca ad Assisi nel 1911

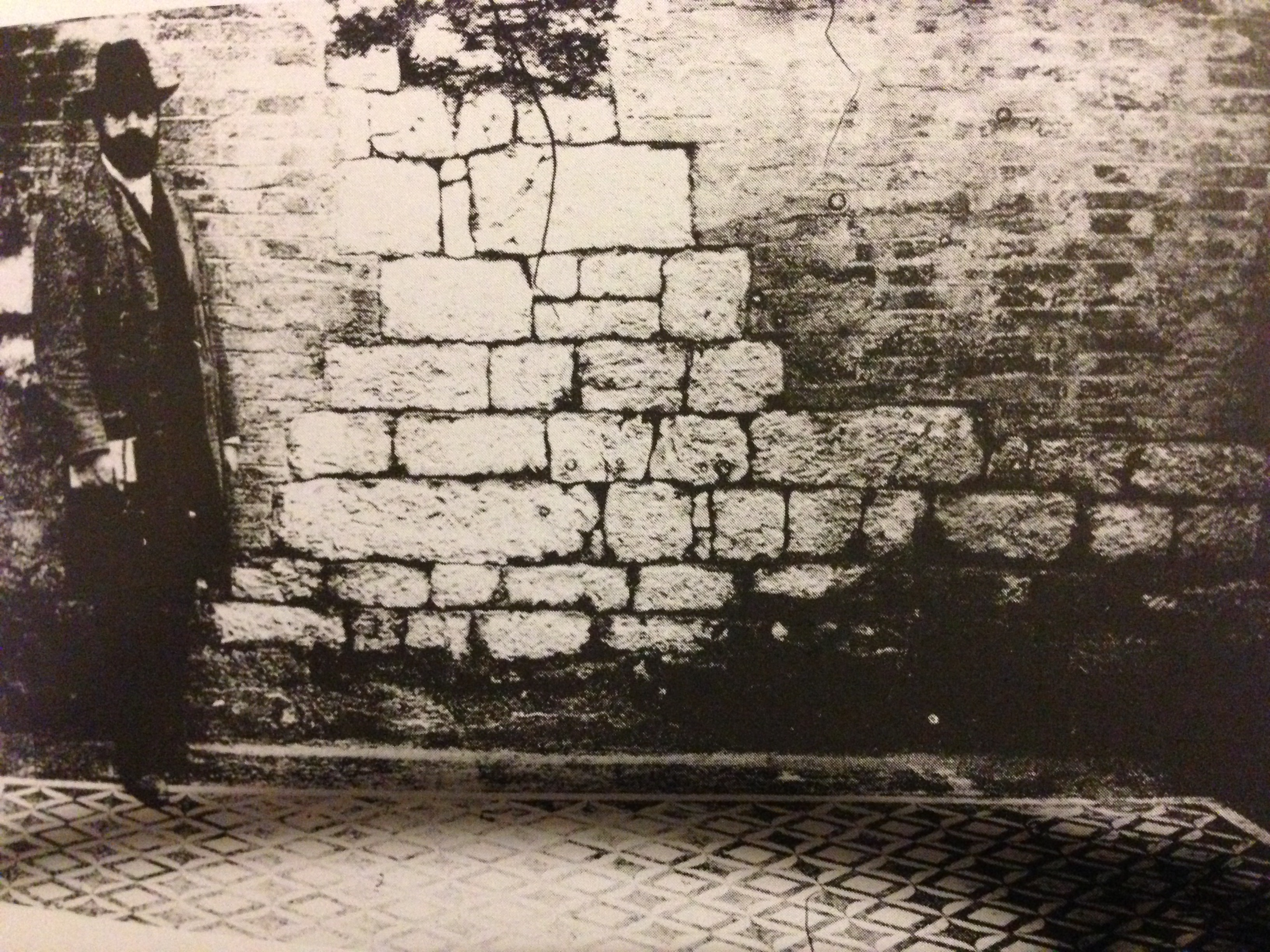
Giuseppe Sordini nella Casa romana di Spoleto

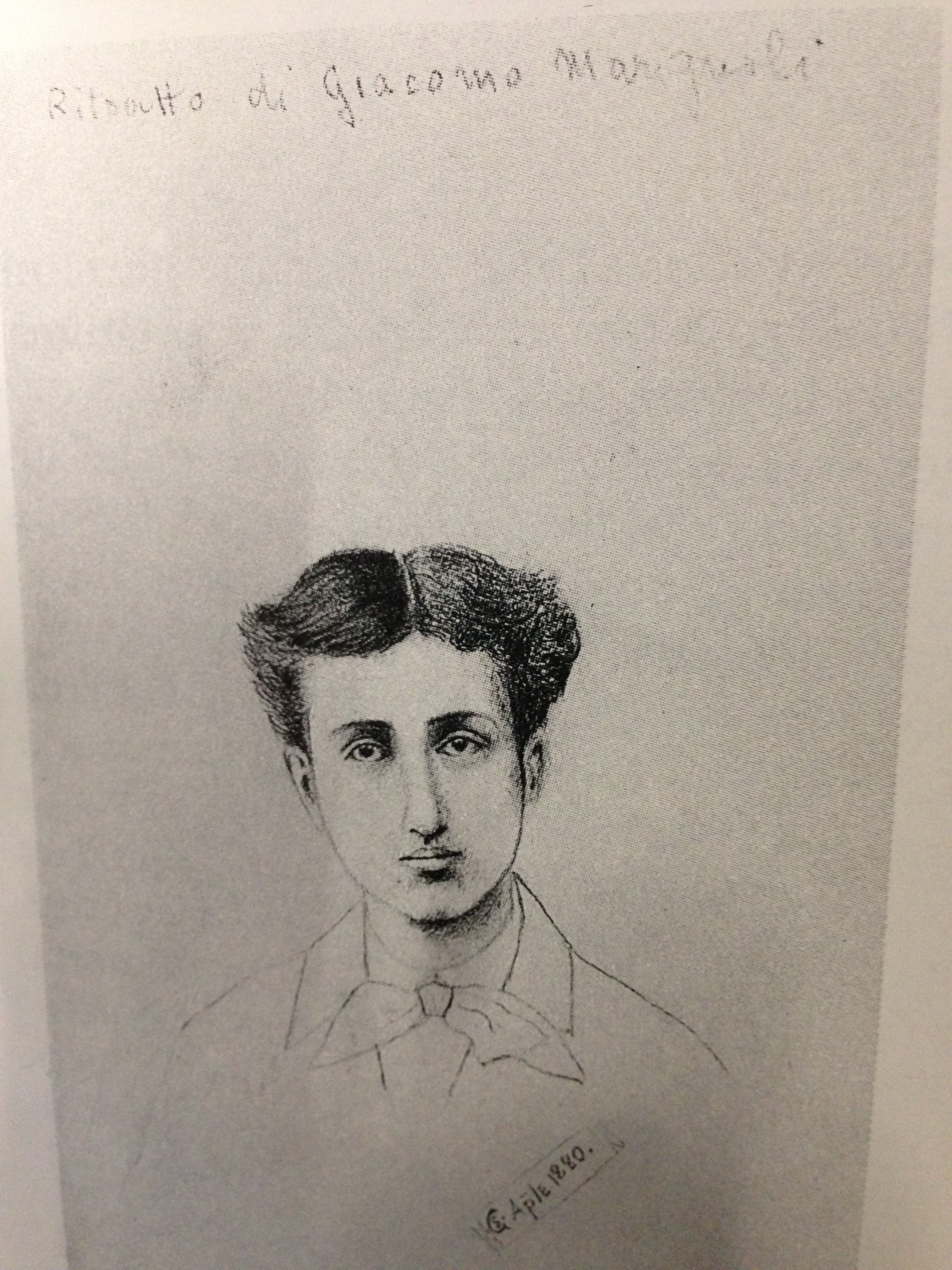
Ritratto di Giuseppe Sordini nel 1880. Autore Giacomo Marignoli

### Spoleto: scoperte, restauri, recuperi
Le principali scoperte riguardano:
- 1876, la Lex spoletina, il primo esemplare
- 1885-86, la Casa romana, sotto il Palazzo Comunale
- 1891, il Teatro romano, individuato grazie ad un disegno, una pianta approssimativa di Baldassarre Peruzzi[5]
- l'Anfiteatro romano all'interno del Complesso monumentale dell'Anfiteatro
- alcuni tratti dell'antica cinta urbica
- 1900, il tempio romano sotto la Chiesa di Sant'Ansano e accanto all'Arco di Druso e Germanico
- l'edificio romano e il cunicolo di San Gregorio della Sinagoga
- il Ponte Sanguinario, da lui segnalato al Comune e al Ministero della Pubblica Istruzione la prima volta nel 1884, sarà finalmente restaurato nel 1906[6]
- 1886, il torrione in via Cecili, poi demolito
- 1907, affresco Madonna col Bambino di Giovanni di Pietro detto Lo Spagna, nella chiesa di Sant'Ansano di Spoleto
- 1912, 17 tombe nell'area cimiteriale cristiana antichissima, sotto la ex chiesa dei SS. Apostoli
- 1914, la Lex spoletina, il secondo esemplare. Entrambi i cippi, in calcare locale, sono conservati nel Museo archeologico, mentre due copie sono presenti all'interno del bosco sacro a Monteluco[5].

Si adopera inoltre per il recupero e il restauro architettonico di importanti monumenti:
- il Duomo nel 1891 e nel 1904
- la Rocca Albornoziana
- la Basilica di San Salvatore a Brescia
- la basilica di San Gregorio Maggiore[7]
- la chiesa di Sant'Eufemia nel 1907[8]
- il Tempietto del Clitunno
- l'abbazia di San Giuliano

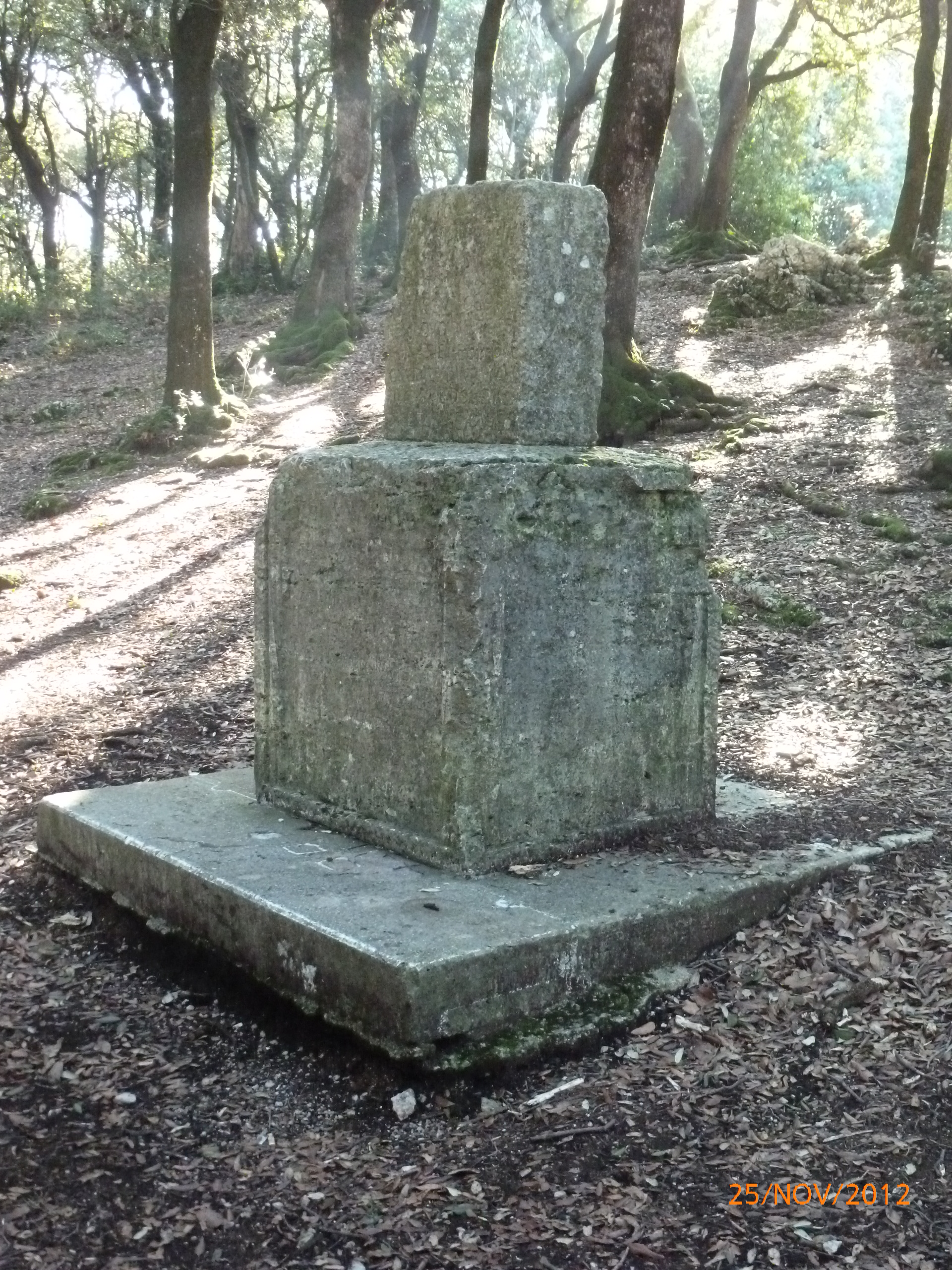
Riproduzione della Lex Luci Spoletina all'interno del Bosco sacro di Monteluco

In Toscana conduce importanti campagne di scavo: a Poggio Castiglione (Massa Marittima) e a Talamone; in Umbria opera in Valnerina, a Villa San Faustino presso Massa Martana, a Norcia, Cascia, Monteleone di Spoleto, e nel Lazio a Bolsena.
Partecipa attivamente alla vita pubblica e culturale di Spoleto ricoprendo l'incarico di sindaco nel settembre del 1902 per soli sette mesi, poiché per questioni politiche l'intera giunta si dimette. In questa veste progetta la costruzione di Piazza della Signoria, dei giardini e della terrazza panoramica, impresa che sarà pienamente realizzata dopo le procedure di esproprio, alla fine degli anni venti. Succede ad Achille Sansi alla direzione dell'Accademia spoletina.
Fondamentale è il suo apporto alla costituzione della Pinacoteca e del Museo civico, a quel tempo ospitato nel cosiddetto Palazzo della Signoria, corrispondente al piano sottostante la ex chiesa di Santa Maria della Manna d'Oro e il Teatro Caio Melisso; il museo, inaugurato nel 1910, è stato da lui lentamente allestito dal 1903 fino alla sua morte.
Nel 1914 muore improvvisamente, lasciando un ingente patrimonio di opere e testimonianze documentarie.
La sua attività, almeno per quanto concerne i monumenti medievali della città, viene continuata dal conte Carlo Bandini (Spoleto, 31-05-1860-Spoleto, 17-02-1937), autore di una monografia su Spoleto.

## L'archivio
Racchiude circa 70 buste comprendenti scritti relativi alle attività svolte come Ispettore ai monumenti e scavi, documenti di natura personale, una collezione di scritture antiche in carte e pergamene, calchi epigrafici, stampe, disegni e lettere a lui indirizzate. Tra i nomi presenti nel carteggio ci sono: Thomas Ashby, Cesare Bazzani, Eugen Bormann, Wolfgang Helbig, Wilhelm Henzen, Paul Fridolin Kehr, Theodor Mommsen, Ugo Ojetti, Luigi Pigorini, Corrado Ricci, Lionello Venturi, ecc. Tutto è conservato presso la Sezione di Archivio di Stato di Spoleto

.

## Pubblicazioni
Molto feconda è l'attività saggistica di Sordini: fonda e dirige alcune riviste di carattere archeologico e storico artistico come La Nuova Umbria; pubblica su riviste specialistiche come Notizie dagli scavi, organo dell'Accademia dei Lincei, e Bollettino dell'Istituto Archeologico Germanico.
Per l'elenco completo delle sue pubblicazioni consultare:  Giuseppe Sordini, pubblicazioni, in Bollettino d'arte. Cronaca delle Belle Arti, n. 1, 1914,  pp. 52-53. URL consultato il 17 novembre 2017.
Alcuni saggi:
- Annibale De Lippi Architetto della Madonna di Loreto presso Spoleto. 1885 Estratto dall'Archivio storico dell'arte, fascicolo I-II
- Muro poligonale scoperto a Spoleto, 1886. in Mitteilungen des Deutschen Archäologischen Institut, Römische Abteilung
- Di un diploma e di un affresco esistenti nel palazzo arcivescovile di Spoleto. 1890 Tip. dei minori corrigendi
- Degli avanzi del teatro romano. 1891. in Notizie degli Scavi
- Vetulonia Studi e Ricerche. 1894 Premiata Tip. Dell'Umbria
- Il Sepolcro di Gabriello Garofoli da Spoleto. 1895 Tipografia Minori Corrigendi "Giornale di Arte e storia" n. 22 del 1895
- Di un Palazzo della Signoria a Spoleto. 1902 Menotti Bassani & C.
- Di un cimitero cristiano sotterraneo nell'Umbria. Memoria letta in una solenne adunanza del III Congresso Internazionale di archeologia cristiana, in Atti dell II Congresso internazionale di archeologia cristiana, tenuto in Roma nell'aprile del 1900, Roma, Libreria Spithöver, 1902,  p. 109. URL consultato il 10 novembre 2017.
- Di alcuni lavori nel Duomo di Spoleto eseguiti dal 6 gennaio 1904 a tutto l'agosto 1905. Unione Tip. Cooperativa
- Di una ignorata Cappella dipinta in Spoleto da Giovanni Spagna. 1906 Tecnografica
- Pietro Ridolfi e Giovanni Spagna. 1906 Tip. Domenicana
- Il Duomo di Spoleto: delle origini, secondo i documenti, su archive.org, Spoleto, Panetto & Petrelli, 1908. URL consultato il 4 luglio 2017.
- La pretesa descrizione del palazzo ducale di Spoleto scoperta e pubblicata dal Mabillon. 1907
- A proposito della trifora nella facciata di S. Gregorio in Spoleto (PDF), in Bollettino d'Arte del Ministero della pubblica istruzione. Anno II, N. 6, Roma, giugno 1908.
- Gli Sparapane da Norcia. Nuovi dipinti e nuovi documenti (PDF), in Bollettino d'Arte del Ministero della Pubblica Istruzione, IV, Bestelli e Tumminelli, 1910,  p. 19.
- La più antica chiesa e la cripta di S. Benedetto in Norcia. in Bollettino diocesano di Norcia. 1913
- Nuove esplorazioni della casa romana, presso il palazzo comunale. in Notizie degli Scavi
- Gisa Giani e Giuseppe Sordini, Un enigma storico-archeologico: le tombe dei Tacito a Terni: lettere di Giuseppe Sordini sull'argomento, Visconti, 1982.